# سبايدرمان (1994)
الرجل العنكبوت (بالإنجليزية:Spider-Man: The Animated Series) مسلسل رسوم متحركة أمريكي عرض لأول مرة على قناة فوكس للأطفال من 19 نوفمبر 1994 إلى 31 يناير 1998 وتمت دبلجة العمل بواسطة مركز تنوير وعرضه على عدة قنوات عربية، منها قناة إم بي سي 3 وقناة أجيال والتلفزيون السعودي.

## القصة
تحكي قصة تحول شاب يدعى بيتر باركر من مجرد شابٍ عادي إلى بطل خارق هو الرجل العنكبوت، يخوض صراعًا قويًا مع الأشرار الوحش الشرير نورمان الذي يسعى للسيطرة على العالم.
يكتشف الفتى بيتر باركر ما يتمتع به من قدراتٍ خارقة تُمكّنه من حماية مدينته من الأشرار، ويخفي ذلك السر عن الجميع، وعن صديقتة ماري، وبمرور الوقت يزداد الأشرار الذين يكون على الرجل العنكبوت مواجهتهم.
يحاول بيتر باركر أن يوازن بين حياته العادية، وبين واجبه في إنقاذ المدينة وتسخير قوته للخير، في مواجهة الاشرار.

## الأصوات العربية
- عاكف نجم - سبايدرمان/بيتر باركر
- نبيل نجم - جونا، كارت
- زهرة المصري - ميري
- عامر أشتية - روببي
- ليندا دعنا - ديبرا
- أحمد أبو سويلم - إيددي

## روابط خارجية
- الرجل العنكبوت على موقع IMDb (الإنجليزية)
- الرجل العنكبوت على موقع ميتاكريتيك (الإنجليزية)
- الرجل العنكبوت على موقع كينوبويسك (الروسية)
- الرجل العنكبوت على موقع ألو سيني (الفرنسية)
- الرجل العنكبوت على موقع قاعدة بيانات الفيلم (الإنجليزية)